# Снер'єбекен
Снер'єбекен (швед. Snärjebäcken) — мала річка на півдні Швеції, у південно-східній частині Йоталанду, у  Смоланді. Впадає у протоку Кальмарсунд Балтійського моря. Площа басейну  — 284,6 км².  Середня річна витрата води — 1,5 м³/с. 
Основними видами риби, що водяться у річці, є щука звичайна, окунь, плітка звичайна, лин. 